# Samoorganizacja molekularna

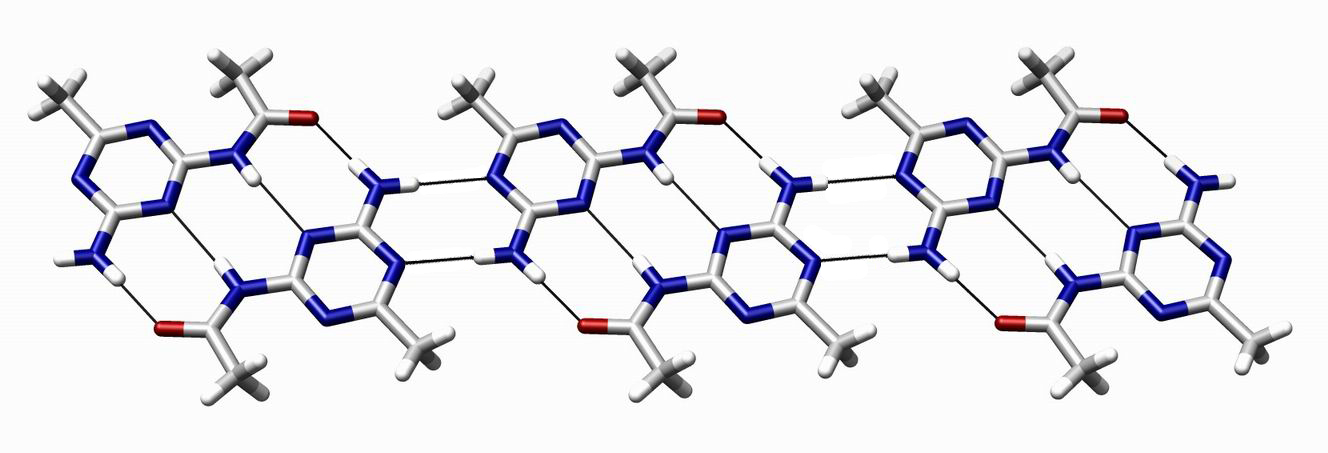
Przykład samoorganizacji molekularnej cząsteczek organicznego związku chemicznego z grupy triazyn o wzorze sumarycznym C_{6}H_{9}N_{5}O powiązanych wiązaniami wodorowymi

Samoorganizacja molekularna – proces spontanicznej samoorganizacji cząsteczek w struktury ponadcząsteczkowe, zwane supramolekularnymi. Zjawiskiem tym zajmuje się chemia supramolekularna.

## Przyczyny samoorganizacji
W zasadzie wszystkie przypadki samoorganizacji molekularnej są wynikiem działania anizotropowych (czyli ukierunkowanych przestrzennie) oddziaływań międzycząsteczkowych wynikających ze struktury chemicznej cząsteczek tworzących dany samoporządkujący się system. Struktura ta wymusza taki układ cząsteczek, w którym energia oddziaływań międzycząsteczkowych jest jak najniższa. Zysk energetyczny tworzenia się takiego uporządkowanego układu musi być na tyle duży aby skutecznie przeciwdziałać tendencji do tworzenia się układu posiadającego maksymalny poziom entropii, czyli maksymalnie nieuporządkowanego.
W kategoriach termodynamicznych warunkiem samoorganizacji układu jest ujemna wartość energii swobodnej (ΔG < 0) procesu tworzenia się uporządkowanych struktur nadcząsteczkowych:
ΔG = ΔH - TΔS
gdzie:
ΔH – entalpia procesu uporządkowania - odpowiadająca "zyskowi energetycznemu" sumy oddziaływań międzycząsteczkowych na skutek uporządkowania,
T – temperatura procesu,
ΔS – zmiana entropii układu na skutek procesu uporządkowania, która ma zawsze wartość ujemną.

## Rodzaje i przykłady samoorganizacji
Wyróżnia się: 
- między- i
- wewnątrzcząsteczkową samoorganizację molekularną.

Wewnątrzcząsteczkowa organizacja powoduje zwykle przyjmowanie przez cząsteczkę określonego kształtu przestrzennego. Ma to kluczowe znaczenie w układach biologicznych, gdzie ściśle określony kształt przestrzenny cząsteczek decyduje o ich aktywności biologicznej. Przykładem takiego zjawiska jest zwijanie białka.
Najprostszym przypadkiem samoorganizacji międzycząsteczkowej jest zwykły proces spontanicznej krystalizacji przechłodzonej cieczy, po wrzuceniu do niej małego kryształka.
Bardziej złożonym przypadkiem jest samoorganizacja surfaktantów. Surfaktanty to cząsteczki o własnościach amfifilowych, tj. posiadające na jednym końcu grupę hydrofilową a na drugim hydrofobową. W mieszaninie wody z olejem tworzą one spontanicznie warstwę na granicy wody i oleju. Przykładem takiej warstwy jest np: dwuwarstwa lipidowa, która stanowi podstawowy budulec błony komórkowej. 

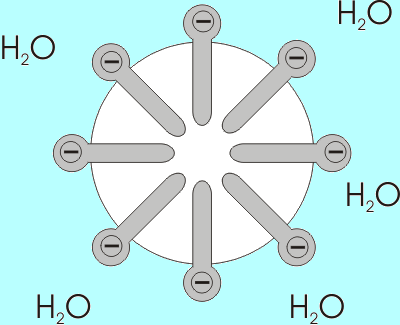
Struktura miceli

Te same cząsteczki, gdy występują w odpowiednim stężeniu w samej wodzie, tworzą kuliste twory, zwane micelami, w których ich hydrofobowe części są skierowane do wnętrza, a na zewnątrz wystają części hydrofilowe. W ten sposób powstaje emulsja.
Innym przykładem samoorganizacji molekularnej jest tworzenie się ciekłych kryształów. Ciekłe kryształy są tworzone przez długie i sztywne cząsteczki, które w odpowiednich warunkach dążą do układania się w struktury, w których osie cząsteczek są ustawione równolegle do siebie. 

## Zobacz
- termodynamiczna strzałka czasu